# Hällesta (naturreservat)
Hällesta är ett naturreservat i Gnesta kommun  i Södermanlands län.
Området är naturskyddat sedan 2005 och är 1,5 hektar stort. Reservatet ligger vid södra stranden av Nedre Gällringen och består av gammal barrskog med död ved och sumpskog.